# Richard Phillips (Chemiker)

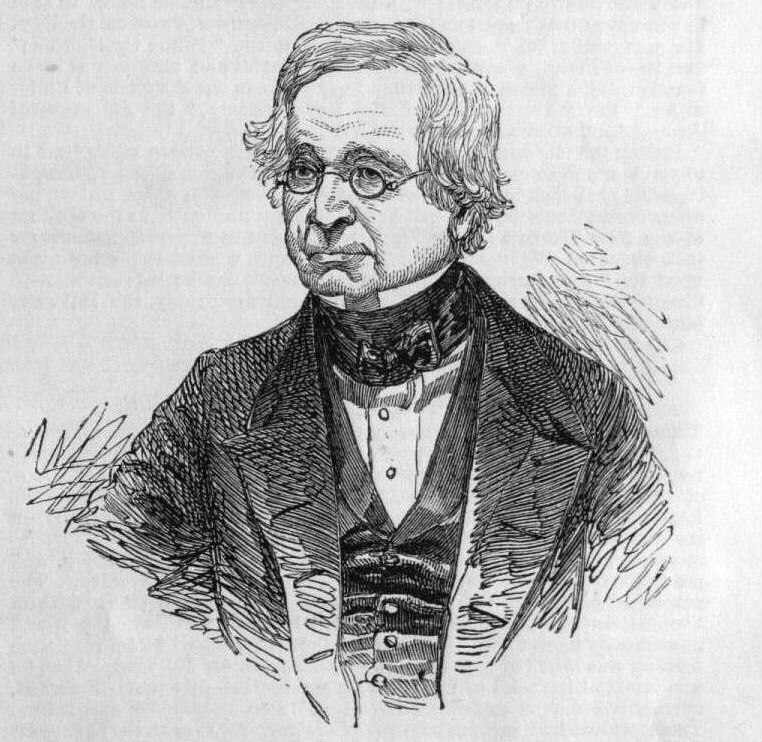
Richard Phillips

Richard Phillips (* 12. November 1778 in London; † 11. Mai 1851 ebenda) war ein britischer Chemiker.
Phillips war Quäker und Sohn des Druckers und Buchhändlers James Phillips. Sein Bruder William Phillips wurde später Geologe. Er interessierte sich früh für Chemie und lernte bei George Fordyce und dem Quäker William Allen. Mit William Allen, Luke Howard, William Haseldine Pepys, seinem Bruder William Phillips und anderen gründete er 1796 die Askesian Society, die bis 1807 bestand. Später war er wie sein Bruder Gründungsmitglied der Geological Society of London. Er lehrte ab 1817 Chemie am Royal London Hospital und war ab 1818 Professor am Royal Military College. 1839 bis zu seinem Tod war er Chemiker und Kurator am Museum für Geologie in London.
Er war Mitarbeiter der Annals of Philosophy von Thomas Thomson und des Philosophical Magazine.
1841 war er Gründungsmitglied der Chemical Society und 1849 bis zu seinem Tod deren Präsident. Er war ein Freund von Michael Faraday.
1822 wurde er Fellow der Royal Society und 1819 der Royal Society of Edinburgh.